# Neuville-lès-Vaucouleurs
Neuville-lès-Vaucouleurs és un municipi francès situat al departament del Mosa i a la regió del Gran Est. L'any 2007 tenia 176 habitants.

## Demografia

### Població
El 2007 la població de fet de Neuville-lès-Vaucouleurs era de 176 persones. Hi havia 70 famílies, de les quals 16 eren unipersonals (4 homes vivint sols i 12 dones vivint soles), 29 parelles sense fills i 25 parelles amb fills.
La població ha evolucionat segons el següent gràfic:
Habitants censats

### Habitatges
El 2007 hi havia 93 habitatges, 74 eren l'habitatge principal de la família, 8 eren segones residències i 11 estaven desocupats. 92 eren cases i 1 era un apartament. Dels 74 habitatges principals, 71 estaven ocupats pels seus propietaris i 3 estaven llogats i ocupats pels llogaters; 1 tenia dues cambres, 8 en tenien tres, 24 en tenien quatre i 40 en tenien cinc o més. 58 habitatges disposaven pel capbaix d'una plaça de pàrquing. A 34 habitatges hi havia un automòbil i a 32 n'hi havia dos o més.

### Piràmide de població
La piràmide de població per edats i sexe el 2009 era:
| Homes | Edats   | Dones |
| ----- | ------- | ----- |
| 0     | 95 o +  | 0     |
| 0     | 90 a 94 | 0     |
| 0     | 85 a 89 | 4     |
| 4     | 80 a 84 | 4     |
| 4     | 75 a 79 | 4     |
| 0     | 70 a 74 | 8     |
| 20    | 65 a 69 | 8     |
| 4     | 60 a 64 | 4     |
| 8     | 55 a 59 | 8     |
| 4     | 50 a 54 | 12    |
| 8     | 45 a 49 | 4     |
| 4     | 40 a 44 | 4     |
| 8     | 35 a 39 | 4     |
| 4     | 30 a 34 | 0     |
| 0     | 25 a 29 | 0     |
| 0     | 20 a 24 | 0     |
| 0     | 15 a 19 | 8     |
| 0     | 10 a 14 | 8     |
| 0     | 5 a 9   | 4     |
| 4     | 0 a 4   | 4     |

## Economia
El 2007 la població en edat de treballar era de 102 persones, 66 eren actives i 36 eren inactives. De les 66 persones actives 62 estaven ocupades (38 homes i 24 dones) i 4 estaven aturades (3 homes i 1 dona). De les 36 persones inactives 17 estaven jubilades, 3 estaven estudiant i 16 estaven classificades com a «altres inactius».

### Ingressos
El 2009 a Neuville-lès-Vaucouleurs hi havia 76 unitats fiscals que integraven 188 persones, la mediana anual d'ingressos fiscals per persona era de 15.981 €.

### Activitats econòmiques
L'any 2000 a Neuville-lès-Vaucouleurs hi havia 4 explotacions agrícoles.

## Poblacions més properes
El següent diagrama mostra les poblacions més properes.